# Târgu Lăpuș
Târgu Lăpuș (Hongaars: Magyarlápus) is een stad (oraș) in het Roemeense district Maramureș. De gemeente telt 13.360 inwoners (2002) en bestaat naast de stad uit de volgende dertien dorpen;  Boiereni (Boérfalva), Borcut (Borkút), Cufoaia (Kohópatak), Dămăcuşeni (Domokos), Dobricu Lăpuşului (Láposdebrek), Dumbrava (Kisdebrecen), Fântânele (Lápospataka), Groape (Groppa), Inău (Ünőmező), Răzoare (Macskamező), Rogoz (Rogoz), Rohia (Rohi) en Stoiceni (Sztojkafalva). De plaats kreeg in 1968 stadsrechten van de Roemeense regering.

## Hongaarse gemeenschap
Ongeveer 12% van de bevolking is etnisch Hongaars. De Hongaren vormen de meerderheid van de bevolking in het dorp Damacuseni (Domokos) (907 inwoners, 136 Roemenen en 764 Hongaren). In Damacuseni heeft de Hongaarse gemeenschap een eigen basisschool: Benkő Ferenc Általános Iskola (Domokos) - Școala Gimnazială "Benkő Ferenc" Dămăcușeni.
Bij de Roemeense volkstelling van 2011 waren er 1285 personen die zich in de gemeente als Hongaar hebben laten registreren. Ruim 500 wonen in de stad zelf, in Damacuseni wonen er ruim 700.